# Gare de Masseret
Gare de Masseret – przystanek kolejowy w Masseret, w departamencie Corrèze, w regionie Nowa Akwitania, we Francji.
Jest przystankiem kolejowym Société nationale des chemins de fer français (SNCF), obsługiwanym przez pociągi TER Limousin.